# Mascot International

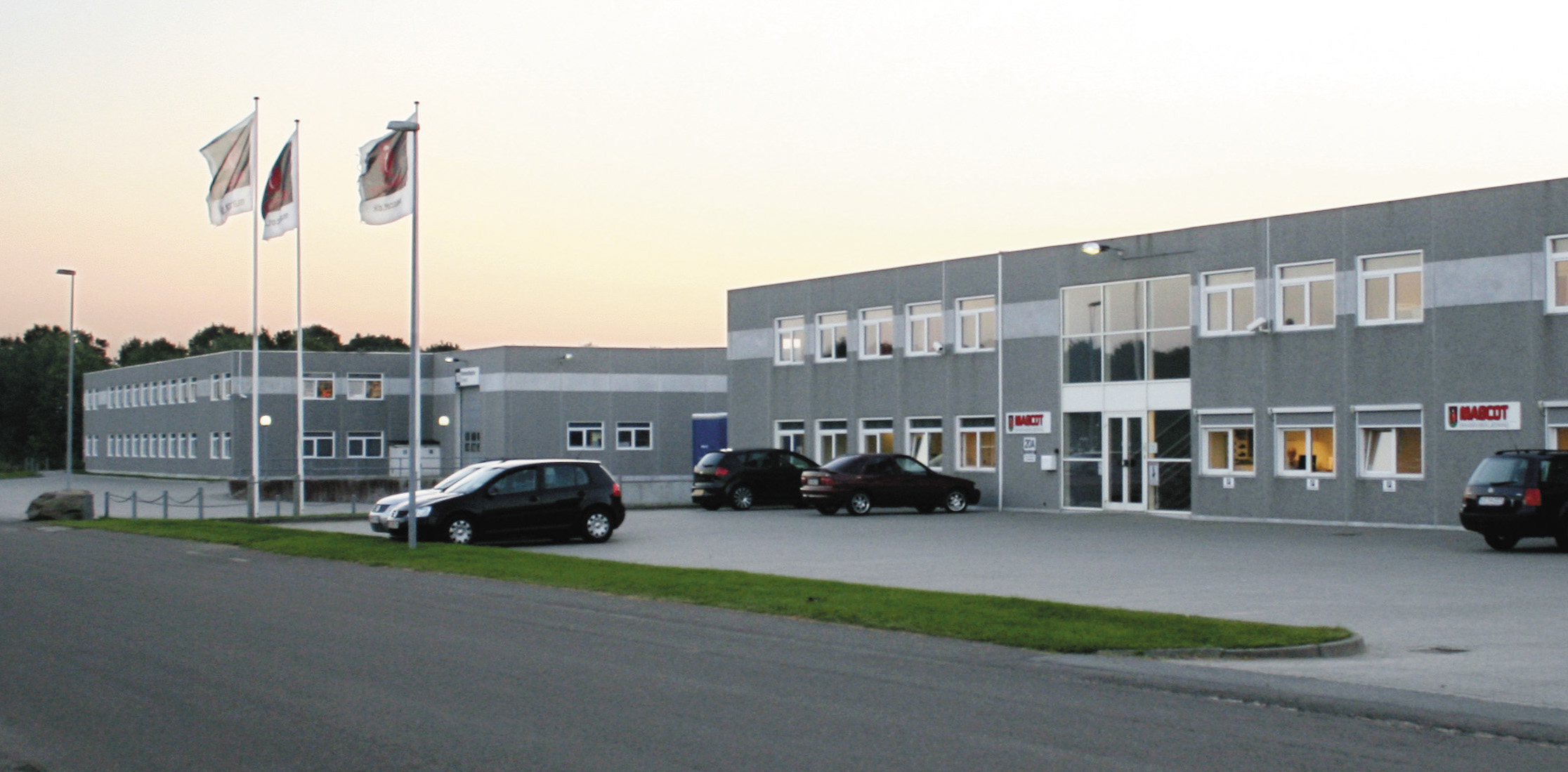
Firmengebäude in Silkeborg, Dänemark

Die Mascot International A/S ist ein dänischer Anbieter von Berufsbekleidung, Arbeitsschuhen und allgemeinem Berufs- und Industriebedarf. Der Sitz der eigentümergeführten Unternehmensgruppe ist Engesvang.
Das Unternehmen wurde 1982 von John Grosbøl, dem Vater des jetzigen Vorstandsvorsitzenden, unter dem Namen Scan Termo Konfektion gegründet. 2019 wurde erstmals ein Umsatz von einer Milliarde Dänische Kronen erwirtschaftet.
Das Unternehmen tritt unter Mascot Workwear am Markt auf. Die meisten Produkte werden in eigenen Werken in Vietnam und in Laos hergestellt. Von den ungefähr 3.500 Mitarbeitern sind 35 bei dem deutschen Tochterunternehmen Mascot International GmbH in Flensburg tätig. Die Mascot International Austria GmbH hat ihren Sitz in Wien und die Mascot International AG in Geroldswil.